# العلاقات السريلانكية النيبالية
العلاقات السريلانكية النيبالية هي العلاقات الثنائية التي تجمع بين سريلانكا ونيبال.

## مقارنة بين البلدين
هذه مقارنة عامة ومرجعية للدولتين:
| وجه المقارنة                                              | سريلانكا                         | نيبال                               |
| --------------------------------------------------------- | -------------------------------- | ----------------------------------- |
| المساحة (كم2)                                             | 65.61 ألف                        | 147.18 ألف                          |
| عدد السكان (نسمة)                                         | 21.44 مليون                      | 29.40 مليون                         |
| الكثافة السكانية (ن./كم²)                                 | 326.78                           | 199.76                              |
| العاصمة                                                   | سري جاياواردنابورا كوتي، كولمبو  | كاتماندو                            |
| اللغة الرسمية                                             | اللغة السنهالية، اللغة التاميلية | اللغة النيبالية                     |
| العملة                                                    | روبية سريلانكي                   | روبية نيبالية                       |
| الناتج المحلي الإجمالي (بليون دولار)                      | 87.17 مليار                      | 24.47 مليار                         |
| الناتج المحلي الإجمالي (تعادل القوة الشرائية) بليون دولار | 246.62 مليار                     | 70.20 مليار                         |
| الناتج المحلي الإجمالي الاسمي للفرد دولار أمريكي          | 3.93 ألف                         | 743                                 |
| الناتج المحلي الإجمالي للفرد دولار أمريكي                 | 11.11 ألف                        | 2.37 ألف                            |
| مؤشر التنمية البشرية                                      | 0.757                            | 0.548                               |
| رمز المكالمات الدولي                                      | +94                              | +977                                |
| رمز الإنترنت                                              | .lk،                             | .np                                 |
| المنطقة الزمنية                                           | ت ع م+05:30                      | ت ع م+05:45، التوقيت الموحد لنيبال ‏ |

## مدن متوأمة
في ما يلي قائمة باتفاقيات التوأمة بين مدن سريلانكية ونيبالية:
- ترتبط كولمبو مع بيراتناغار باتفاقية توأمة منذ 2003.

## منظمات دولية مشتركة
يشترك البلدان في عضوية مجموعة من المنظمات الدولية، منها:
| علم المنظمة | اسم المنظمة                                                    | تاريخ انضمام سريلانكا | تاريخ انضمام نيبال |
| ----------- | -------------------------------------------------------------- | --------------------- | ------------------ |
|             | مؤسسة التنمية الدولية                                          | 27 يونيو 1961         | 6 مارس 1963        |
|             | يونسكو                                                         | 14 نوفمبر 1949        | 1 مايو 1953        |
|             | مؤسسة التمويل الدولية                                          | 20 يوليو 1956         | 7 يناير 1966       |
|             | منظمة حظر الأسلحة الكيميائية                                   | ?                     | ?                  |
|             | الأمم المتحدة                                                  | 14 ديسمبر 1955        | 14 ديسمبر 1955     |
|             | منظمة الشرطة الجنائية الدولية                                  | ?                     | ?                  |
|             | البنك الدولي للإنشاء والتعمير                                  | 29 أغسطس 1950         | 6 سبتمبر 1961      |
|             | الاتحاد البريدي العالمي                                        | ?                     | ?                  |
|             | المركز الدولي لتسوية المنازعات الاستشارية                      | 11 نوفمبر 1967        | 6 فبراير 1969      |
|             | وكالة ضمان الاستثمار متعدد الأطراف                             | 27 مايو 1988          | 9 فبراير 1994      |
|             | بنك التنمية الآسيوي                                            | 1966                  | 1966               |
|             | مبادرة خليج البنغال للتعاون التقني والاقتصادي المتعدد القطاعات | ?                     | ?                  |
|             | منظمة التجارة العالمية                                         | ?                     | ?                  |

## وصلات خارجية
- موقع وزارة الخارجية السريلانكية
- موقع وزارة الخارجية النيبالية